# أوسامو ناكامورا
أوسامو ناكامورا (باليابانية: 中村修؛ بالكانا: なかむら おさむ) هو لاعب شوغي ‏ ياباني، ولد في 7 نوفمبر 1962 في ماتشيدا في اليابان.